# Alta Vista (Iowa)
Pour les articles homonymes, voir Alta Vista.
Alta Vista est une ville du comté de Chickasaw, en Iowa, aux États-Unis. Elle est incorporée le 18 septembre 1894. 

## Source de la traduction
- (en) Cet article est partiellement ou en totalité issu de l’article de Wikipédia en anglais intitulé « Alta Vista, Iowa » (voir la liste des auteurs).